# Lab
Lab (auch Kälberlab) ist ein Gemisch aus den Enzymen Chymosin und Pepsin, welches aus dem Labmagen (genannt auch Käsemagen) junger Wiederkäuer im milchtrinkenden Alter gewonnen und zum Ausfällen des Milcheiweißes bei der Herstellung von Käse genutzt wird.
Vor allem Chymosin dient natürlicherweise dazu, die Muttermilch durch Eindicken verdaubar zu machen. Manche Säugetiere produzieren im Magen Chymosin oder andere Enzyme, um das Milcheiweiß – Kasein – im Magen auszufällen und damit verdaubar zu machen. Der Mensch besitzt nur ein Pseudogen für Chymosin, das folglich nicht exprimiert wird.

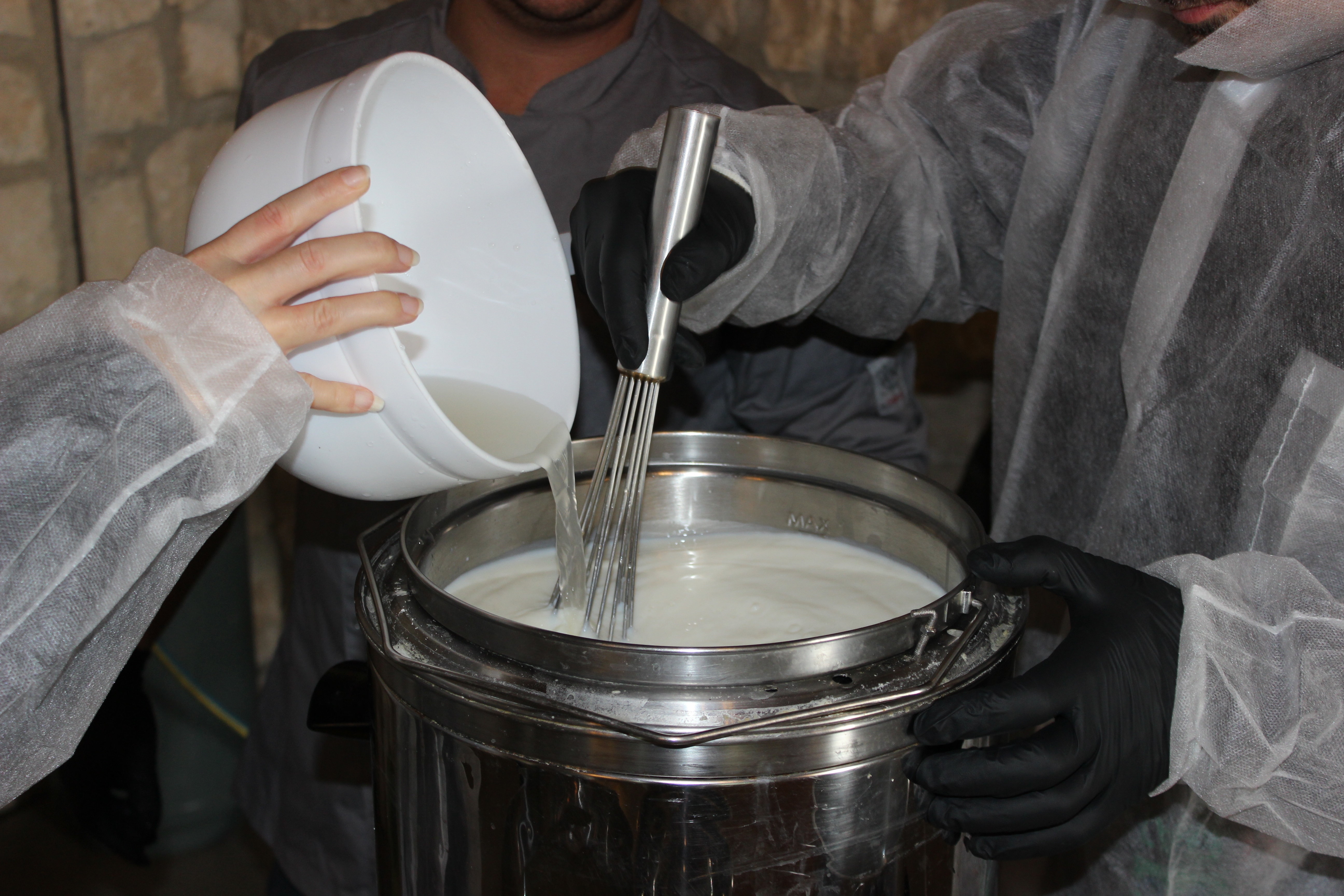
Mit Wasser verdünntes Lab wird zur erwärmten Milch gegeben.

Jeder Käse, der mittels Süßmilchgerinnung (daher die Bezeichnung Süßmilchkäse) erzeugt wird, benötigt Lab oder Labaustauschstoff als Zusatzstoff zur Koagulation der Milch. Nahezu alle bekannten Hart- und Schnittkäsearten kommen aus der Süßmilchgerinnung. Auch Frischkäse, der zwar typischerweise durch Sauermilchgerinnung unter Zuhilfenahme von Milchsäurebakterien aus Quark oder Joghurt hergestellt wird, kann Lab enthalten.
Die Eigenschaft des Labs, das Milcheiweiß Kasein so zu spalten, dass die Milch eindickt, ohne sauer zu werden, wurde schon im Altertum erkannt und für die Käseproduktion nutzbar gemacht. Zum Beispiel rühmt Aristoteles das Lab von jungen Hirschen oder Rehen als besonders wirksam.

## Eigenschaften
Das im Lab enthaltene Enzym bringt schon in geringer Dosis sehr große Mengen (1:6000–1:600.000 Teile) Milch zur Gerinnung. Es entfaltet die stärkste Wirkung bei 36–37 °C, büßt seine Kraft bei höherer Temperatur dagegen sehr schnell ein. Eine schwach saure Reaktion begünstigt die Labwirkung, alkalische dagegen und gewisse Salze heben sie auf. Die zur Gerinnung führende Wirkung des Labs ist auf die Abspaltung eines Teils (Glycomakropeptid) der Kaseinmizelle (genauer: des κ-Kaseins) durch das Chymosin zurückzuführen. Dadurch verlieren die Mizellen ihre „Schutzhülle“ und es erfolgt eine Aggregation der Mizellen, was schließlich zur Gelbildung führt. Das Gel besteht nach seiner Ausbildung im Wesentlichen aus einer festen Phase, dem Proteinnetzwerk, sowie der darin eingeschlossenen Süßmolke.
Das Labferment wirkt dabei nur als Katalysator, wird bei der Spaltreaktion also nicht verbraucht. Daher reichen schon sehr geringe Mengen zum Dicklegen der Milch aus. Eine größere Menge an Lab und erhöhte Temperaturen vergrößern die Reaktionsgeschwindigkeit und verändern so die Struktur des sich bildenden Gels. Die Reaktion kommt nach einiger Zeit zum Erliegen, da das Substrat verbraucht wird (Enzym-Reaktion). Abgebrochen werden kann die Reaktion nur durch Inaktivierung des Enzyms, etwa durch Hitze, Säure, Lauge etc. Dies ist aber bei der Käseproduktion nicht nötig und würde zudem zu beträchtlichen Veränderungen des daraus entstehenden Käses führen. Nach dem Schneiden des Gels in Käsebruch tritt während der Synärese ein Teil der Süßmolke aus dem Gelnetzwerk aus. Über die Temperatur, Größe der Bruchwürfel/Bruchkörner sowie die Dauer der Synärese lässt sich die Trockenmasse des entstehenden Käses steuern. Mit niedriger Temperatur und großen Bruchkörnern erzielt man Weichkäse, mit hoher Temperatur und kleinen Bruchkörnern Hartkäse.
In der Praxis wird das Lab bei der Käsebereitung meist bei Temperaturen zwischen 30 und 36 °C angewandt – das Temperaturoptimum für das Enzym liegt bei Körpertemperatur, das Optimum für den Käsungsprozess liegt etwas darunter. Bei Temperaturen unter 30 °C findet zumeist keine oder nur eine schlechte Koagulation statt.

### Deklaration
Lab ist international als Produktionshilfsstoff und nicht als Lebensmittelzusatzstoff eingestuft. Daher ist die Art des eingesetzten Dicklegungsmittels (Labstoffes) nicht deklarationspflichtig. Im Normalfall wird daher auf den Packungen keine Auskunft über die Herkunft des Labs gegeben. In Biosupermärkten und Vegetarierläden wird mittlerweile fast immer angegeben, ob tierisches Lab oder einer der Austauschstoffe zum Einsatz kam. Bei Biokäsen ist die Verwendung von Labaustauschstoffen, die mit Hilfe der weißen Biotechnologie gewonnen werden, aber ohnedies ausdrücklich verboten.

### Gefahren
Gegen die Bestandteile von Lab, insbesondere bei beruflicher Exposition, können sich Allergien der Atemwege entwickeln.

## Geschichte
Alexander Schmidt (1831–1914) und Olof Hammarsten (1841–1932) fanden 1871/1872 heraus, dass das Labferment verantwortlich für die Milchgerinnung ist. Die Umwandlung des Caseins ist noch calciumunabhängig, aber im nächsten Schritt, der Ausfällung, wird es benötigt. Diesen Einfluss des Calciums konnten auch Maurice Arthus und Calixte Pagès (geb. 1857) bestätigen.
Lange wurde davon ausgegangen, dass Chymosin und Pepsin ein Enzym seien. Olof Hammarsten und Sigval Schmidt-Nielsens (1877–1956) konnten durch ihre Forschung jedoch belegen, dass das Lab ein eigenständiges Enzym ist, welches 1942 das erste Mal isoliert wurde.

## Herstellung von Naturlab (tierisches Lab)
Tierisches Lab (lateinisch Fermentum animale, bei Scribonius Largus synonym mit Coagulum) – Naturlab – wird in den sogenannten Hauptzellen der Magenschleimhaut des vierten Magens (Labmagen) junger, noch Milch saugender Wiederkäuer zur Milchverdauung produziert und von diesen Zellen dann bei Bedarf sezerniert. Meist findet Lab von Kälbern für Kuhmilch Verwendung, es kann aber auch von Schafen und Ziegen stammen. Lab von anderen Säugetieren – Ausnahme Kamellab für Kamelmilch – findet heute keine Anwendung mehr (Seit der Antike ist auch die Verwendung von Coagulum von Hasen, Pferden, Seehunden, Lämmern, Kälbern, Ziegen und Gazellen belegt). Je jünger das Tier war, von dem der Magen stammt, und je weniger anderes Futter als Milch es zu sich genommen hat, desto höher ist der Chymosingehalt und umso besser ist die Labqualität.
Jedes Säugetier produziert sein spezielles Labenzym zur Verdauung der Muttermilch. Daher ist für die Käseproduktion aus Kuhmilch Kälberlab am besten geeignet.
Jede Form der Naturlabproduktion zielt nur darauf ab, das in den Hauptzellen der Magenschleimhaut produzierte Enzym in eine Extraktionslösung zu überführen. Mägen für die Labproduktion werden kostenintensiv speziell dafür vorbereitet, tiefgefroren oder mittels Salz konserviert.

### Klassische Produktionsmethoden
Diese Produktionsweise wird heute nur mehr von sehr traditionsbewussten Almsennereien eingesetzt. Zur Bereitung einer Labflüssigkeit von großer Stärke und Haltbarkeit zerschneidet man getrocknete, wenigstens drei Monate alte Mägen von Saugkälbern, von denen man den faltenlosen Teil abgetrennt hat, in kleine Stücke und lässt 100 Teile derselben mit 1 Liter Wasser, 50 g Kochsalz und 40 g Borsäure bei gewöhnlicher Temperatur unter häufigem Umschütteln fünf Tage stehen, setzt dann weitere 50 g Kochsalz zu und filtriert. Von guter Labflüssigkeit muss 1 Teil wenigstens 6000 Teile frischer ganzer Milch bei 35 °C in 40 Minuten zum Gerinnen bringen.
Eine zur Molkenbereitung geeignete Labessenz (Liquor seriparus) erhält man durch dreitägiges Mazerieren von 3 Teilen frisch abgeschabter Schleimhaut des Labmagens mit 26 Teilen weitem (sehr schwach saurem, 8 bis 9 Prozent Alkohol enthaltendem) Wein und einem Teil Kochsalz. Ein Teelöffel voll des Filtrats, auf 35 bis 40 °C erwärmt, bringt 0,5 Liter Milch zum Gerinnen.

### Moderne Methode
In modernen Milchzuchten – speziell in Neuseeland, Australien, aber auch USA und Kanada – werden die neugeborenen Kälber nach 2 bis 10 Tagen von der Mutterkuh getrennt, geschlachtet und verwertet. Neben vielen anderen Verwertungsprodukten, bis hin zum Futtermittel für Haustiere, werden die Labmägen speziell aufbereitet, tiefgefroren und an Laberzeuger verkauft.
Die tiefgefrorenen Labmägen werden zerkleinert und in einer Extraktionslösung wird das Lab-Enzym daraus extrahiert. Die Lösung wird anschließend durch mehrere Filtrationsstufen von allen Verunreinigungen befreit. Das Enzym wird aktiviert, konzentriert und in einer Salzlösung konserviert.
In weiteren Verarbeitungsschritten können aus dem Labextrakt auch Chymosin und Pepsin ausgefällt und zu einem Labpulver verarbeitet werden. Labpulver besitzt eine höhere Konzentration als ein Extrakt.
1 Kilogramm Labextrakt enthält ca. 1 Gramm reine Enzymsubstanz, der Rest ist Wasser und Salz. Für die Produktion von ca. 100 kg Käse werden ungefähr 200 Gramm Labextrakt (abhängig von der jeweiligen Konzentration des Labextraktes) benötigt. Im Käsungsprozess werden je nach Käseart und Verarbeitung 60 bis 80 % des Labenzymes mit der Molke ausgeschwemmt. Somit verbleiben in einem Kilogramm Käse nur ca. 0,0004 bis 0,0008 Gramm Labenzym – entspricht 0,4 bis 0,8 ppm (parts per million).

## Labaustauschstoffe
Die Anzahl der Kälbermägen für die Extraktion von Naturlab wird von der Nachfrage nach Kalbfleisch bestimmt und ist somit beschränkt. Die weltweite Käseproduktion steigt jährlich. Nur ca. 35 % der weltweiten Käseproduktion können mit Naturlab produziert werden. Für die verbleibenden 65 % müssen alternative Koagulantien verwendet werden. Vegetarier sehen Naturlab als ungeeignet für die Käseproduktion an, da das Enzym aus Kälbermägen extrahiert wird. In islamischen Gemeinschaften wird Naturlab für die Käseproduktion verwendet, allerdings muss dieses halāl-zertifiziert sein – der Rohstoff muss also von nach islamischem Ritus geschlachteten Tieren kommen. Auch die Produktion muss kontrolliert und zertifiziert sein. Die jüdischen Speisegesetze schließen die Verwendung von Naturlab aus, da bei der Verwendung von tierischem Lab die vorgeschriebene Trennung von Milchigem und Fleischigem nicht eingehalten wird.

### Pflanzliche Labaustauschstoffe
Dem Labferment sehr ähnlich wirkende Enzyme kommen vor allem in den Labkräutern vor, was dieser Gattung auch den Namen gegeben hat. Weitere Vorkommen im Pflanzenreich sind: Saft der Papaya, Milchsaft des Feigenbaums, Saft der Ananas bzw. die daraus gereinigten Proteasen Papain, Ficain und Bromelain. Pflanzliche Gerinnungsmittel bringen aber beim Käsen atypische und ungewöhnliche geschmackliche Ergebnisse und werden traditionell nur bei speziellen Käsesorten wie z. B. beim Queijo Serra da Estrela in Portugal (distelartige Pflanze Cynara cardunculus), bei einigen Käsesorten Spaniens, wie der Torta del Casar der Extremadura, dem Flor de Guía, Gran Canaria, oder bei traditionellen Ziegenkäsen von Ibiza sowie in England beim Double Gloucester (das Echte Labkraut Galium verum) eingesetzt.

### Mikrobielle Labaustauschstoffe
Heute können labähnliche Proteasen – Mucor-Pepsine – auch auf mikrobiellem Weg in Fermentern produziert werden. Als Produzenten für die Lab-Austauschstoffe werden unter anderem Schimmelpilze (lat. Mucor) benutzt (Rhizomucor miehei (früher Mucor mihei)), Rhizomucor pusillus (früher Mucor pusillus oder Endothia parasitica). Aufgrund der unterschiedlichen Aminosäurenzusammensetzung muss der Produktionsprozess für den Käse angepasst werden. Bei länger reifendem Käse können Bitterpeptide entstehen. Neueste Untersuchungen zeigen auch, dass Käsungsverluste auftreten können. Die mikrobiellen Produkte werden auch fälschlich als pflanzliches Lab bezeichnet. Bei der Verwendung geeigneter Nährmedien im Fermenter – z. B. kein Blut-Albumin zur Versorgung mit Aminosäuren – sind diese Produkte für Vegetarier-Käse geeignet.
Die EFSA verweigert in einer Stellungnahme im Speziellen den Pilzen, welche hauptsächlich zur Produktion von mikrobiellem Labersatzstoff verwendet werden, den QPS-Status (Qualified Presumption of Safety).

### Biotechnologisch erzeugte Labaustauschstoffe
Eine Alternative zu natürlichen Labenzymen ist Chymosin, das mit Hilfe gentechnisch veränderter Mikroorganismen (Escherichia coli (Bakterium), Kluyveromyces lactis (Hefe) oder Aspergillus niger (Schimmelpilz)) produziert wird. 1988 ließ das Bundesamt für Gesundheit mit Maxiren erstmals ein biotechnologisch erzeugter Labaustauschstoff für die Käseherstellung in der Schweiz zu; im Oktober 1992 wurde Chymax und im April 1993 Chimogen zugelassen. Es besteht dort keine Deklarationspflicht, womit die so hergestellten Käse als gentechnikfrei gelten und somit nicht zu den gentechnisch veränderten Lebensmitteln gezählt werden. In Deutschland sind derzeit drei Chymosin-Labaustauschstoffe (unter den Handelsmarken Maxiren, Chymogen oder Chy-Max) zugelassen. Im Gegensatz zu Kälberlab mit 3 Chymosin-Haupttypen und mindestens 3 Untertypen sowie dementsprechenden Pepsinen enthalten diese Produkte aber nur jeweils einen einzelnen Chymosintypus – entweder A oder B – welcher aber in der Aminosäurenzusammensetzung mit dem jeweiligen natürlichen Chymosintypus identisch ist. Diese Enzyme spalten spezifischer, was zu einer erhöhten Ausbeute und zu einem verringerten Bittergeschmack im Vergleich zu natürlichem Lab und mikrobiellen Ersatzstoffen führt. Für die Produktion von Bio-Lebensmitteln sind diese Produkte in Europa verboten. Für Vegetarier-Käse sind diese Produkte bei der Verwendung geeigneter Nährmedien im Fermenter – z. B. kein Albumin zur Versorgung mit Aminosäuren – geeignet.